# Villa Favorita (Ercolano)
Villa Favorita, più esattamente Real Villa della Favorita, è una residenza storica di Ercolano. 
Edificata nel tratto di Corso Resina denominato Miglio d’Oro, è una delle più sontuose ville vesuviane del XVIII secolo. 
Fu realizzata nel 1768 da Ferdinando Fuga e nel 1792 fu acquistata da Ferdinando IV di Borbone che la destinò a residenza reale.

## Storia
Ferdinando Fuga, già impegnato a Napoli, realizzò l'edificio a partire dal 1762 su un preesistente casino appartenente alla famiglia del Duca Baretta di Simeri. Dopo poco la villa e il parco furono acquistati da Stefano Reggio e Gravina, principe di Aci e Campofiorito (1700-1790). Nel 1768, a lavori appena conclusi, il principe organizzò un fastoso ricevimento in onore dei principi reali Ferdinando e Maria Carolina d'Austria, novelli sposi, al quale parteciparono anche il granduca Leopoldo di Toscana con la consorte Maria Luisa di Borbone, futuri imperatori d'Austria.
Nel 1792, alla morte del principe di Aci e secondo le sue volontà testamentarie, la villa entrò nel patrimonio del sovrano. Ferdinando IV di Borbone vi trasferì l'Accademia degli Ufficiali di Marina.
Nel 1799 la villa fu restaurata e abbellita, il parco fu esteso fino al mare con l'acquisizione della "Casina Zezza". Sulla costa fu realizzato un approdo per consentire l'accesso diretto dal mare. A seguito degli eventi che portarono alla nascita e alla caduta della Repubblica Partenopea, Ferdinando IV fece ritorno a Napoli da Palermo, sbarcando alla Favorita il 27 giugno 1802. Il re donò la villa al suo secondogenito Leopoldo, principe di Salerno, che realizzò un nuovo corpo di fabbrica adiacente, scuderie e depositi, ma soprattutto la impreziosì con giostre (i modellini si trovano esposti al Palazzo Reale di Caserta) e intrattenimenti alla moda, tra cui balançoires a foggia di cavallo, barca e sedia e la "Palazzina delle montagne russe", un angolo del parco dotato di numerosi scivoli in legno. Il principe rese inoltre la villa accessibile ai sudditi nei giorni di festa.
Anche durante il regno di Gioacchino Murat la villa fu utilizzata dal sovrano francese in occasione di feste di corte. 
Con il ritorno dei Borbone, per volontà di Ferdinando II, fu nuovamente restaurata da Enrico Alvino. 
Tra il 1879 e il 1885 il governo italiano ospitò Ismāʿīl Pascià, appena deposto in Egitto ed esiliato in Italia. Molti ambienti del primo piano furono decorati in stile mediorientale.
Nel 1893 la villa fu acquistata dalla principessa di Santobuono, che la tenne fino al 1936, poi tornò al demanio per essere destinata ad usi militari. Nell'immediato dopoguerra ospitò il convitto dei Salesiani per l'educazione e l'assistenza agli orfani di guerra, poi una "Scuola di formazione e aggiornamento" del corpo di Polizia Penitenziaria. 
La sezione del parco sul mare fu ceduta a privati e da allora ha seguito un corso di eventi indipendente dal resto della villa.

## Arte e architettura
L'edificio su Corso Resina presenta una facciata a due piani scandita da coppie di lesene e interrotta dai due portali laterali in piperno e dalle due finestre centrali, di cui la superiore, in corrispondenza del salone ellittico, si apre su un balcone in piperno ed è sormontata da stemmi nobiliari. L'elemento più significativo è tuttavia la grande scala semicircolare in pietra che si apre sulla facciata posteriore, mettendo in comunicazione la terrazza dinanzi al grande salone ellittico con il parco retrostante.
L'apparato decorativo interno è molto interessante perché frutto dell'alternarsi di stili e gusti dei proprietari che si sono succeduti. Philipp Hackert dipinse tra il 1787 e il 1797 le vedute dei porti del Regno di Napoli (trasferiti nel 1879 alla Reggia di Caserta), mentre le sale al primo piano furono ridecorate in stile arabeggiante in occasione del soggiorno di Ismail Pascià. Al secondo piano vi sono ambienti decorati in stile cinese. Il salone centrale era decorato con un grandioso pavimento a mosaico in marmo proveniente dalla villa di Tiberio a Capri ed oggi sito nel Museo di Capodimonte a Napoli. Adiacente all'edificio principale vi sono una piccola cappella e un corpo di fabbrica su tre livelli, realizzato per volontà di Leopoldo di Borbone per ospitare più comodamente la corte.
Il parco ospita peschiere e chioschi in stile moresco. Nonostante fosse separato dalla parte inferiore sul mare, resta l'area verde storica più grande della costa vesuviana, dopo il parco della Reggia di Portici.

## Il Parco sul Mare della Villa Favorita
Il Parco sul Mare è la parte del parco della Real Villa che Ferdinando IV acquistò dagli Zezza per creare un'unica grande area verde che conducesse dal Miglio d'Oro al mare. Qui furono realizzati interventi decorativi e ricreativi per volontà di Leopoldo di Borbone.

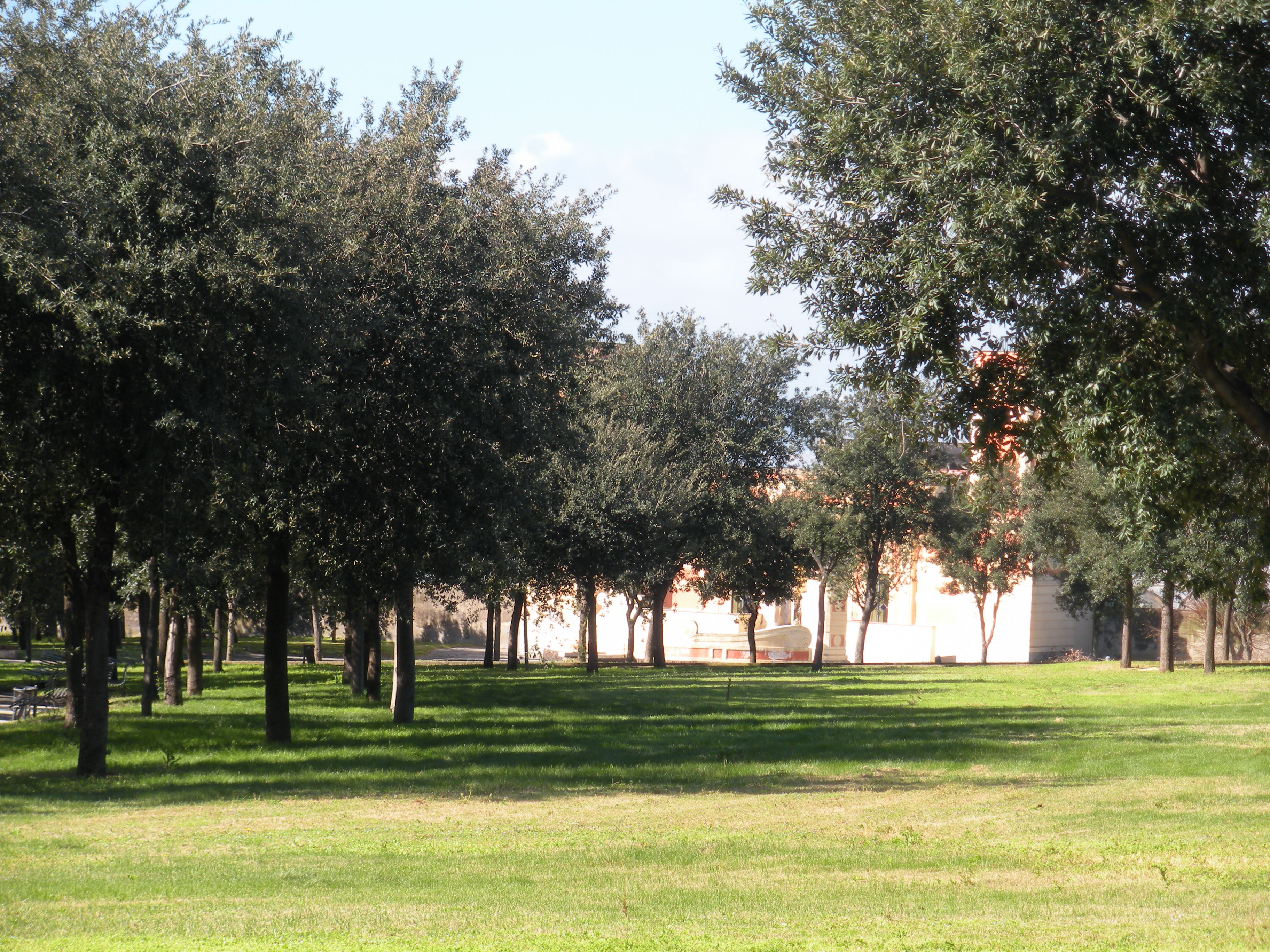
Un angolo del Parco sul Mare della Villa Favorita ad Ercolano

A fine Ottocento fu alienato e destinato prevalentemente ad uso agricolo. Alla fine degli anni Sessanta del secolo scorso fu separato anche fisicamente dal parco superiore con la realizzazione dell'attuale via Gabriele D'Annunzio.
In seguito al terremoto del 23 novembre 1980, il parco fu adattato dal Comune di Ercolano a campo container per gestire l'emergenza abitativa.
Acquisito dall'Ente per le Ville Vesuviane, l'area del parco è stata risistemata a prato e lecceto, e sono stati restaurati gli edifici presenti, tra cui la Palazzina dei Mosaici, così chiamata per il rivestimento delle pareti del vestibolo e del salone con cocci multicolori di madreperla e porcellana che formano eleganti cornici policrome.
Nella parte inferiore del parco un passaggio sottoposto alla linea ferroviaria conduce all'approdo borbonico, costituito da due cafehaus con torrette simmetriche davanti a cui si apre una piccola esedra dalla quale si accede al molo, ricostruito nel 1989 e restaurato nel 2004 con l'apposizione di una barriera frangiflutti per proteggerlo dalle mareggiate e di una piattaforma di ormeggio per i collegamenti marittimi con Napoli.